# Großherzogin Elisabeth
Die Großherzogin Elisabeth – ursprünglich San Antonio, dann Ariadne – ist ein dreimastiger Gaffelschoner mit Heimathafen Elsfleth an der Unterweser. Derzeit ist es das Schulschiff der Seefahrtsschule Elsfleth und nach der oldenburgischen Großherzogin Elisabeth Alexandrine Mathilde von Mecklenburg-Schwerin (1869–1955) benannt.

## Geschichte
1907 lief unter dem Namen San Antonio ein Dreimastschoner für den Reeder Andreas Hammerstein vom Stapel. Bereits 1908 sank die San Antonio nach einer Kollision mit dem Kleinen Kreuzer Lübeck der Kaiserlichen Marine. In einer Seegerichtsverhandlung wurde festgestellt, dass die Lübeck die Schuld an der Kollision trug, weshalb die Kaiserliche Marine einen Neubau der San Antonio bezahlen musste.
Am 19. August 1909 lief in Alblasserdam (Niederlande) unter dem Namen San Antonio der Neubau vom Stapel. Die San Antonio war als weltweit erster Frachtsegelschoner mit einem Dieselmotor ausgerüstet. Das Schiff verfügte über klappbare Masten. In den Jahren 1910–1913 wurden mehrere Fahrten unter anderem nach Südamerika und ins Mittelmeer unternommen. Am 25. Januar 1914 strandete die San Antonio vor Rabat, kam aber mit Hilfe des Dieselmotors wieder frei. Im Winter 1929 kenterte die San Antonio in der Nähe von Kopenhagen. Sie konnte geborgen und wieder flottgemacht werden.
Zuletzt lief das Schiff unter dem Namen Ariadne. Horst Werner Janssen engagierte sich ehrenamtlich und als Förderer in der Schifffahrt und setzte sich dafür ein, den Gaffelschoner Ariadne als Schulschiff nach Elsfleth zu holen. Es wurde 1982 vom Schulschiffverein „Großherzogin Elisabeth“ e. V. gekauft und auf seinen jetzigen Namen – nach dem ehemaligen Vollschiff des Deutschen Schulschiffvereins, das 1901 gebaut wurde – umgetauft.

## Eigentümer
Der Schulschiffverein „Großherzogin Elisabeth“ e. V. ist seit 1982 Eigentümer und Betreiber des Segelschulschiffes. Zweck des Vereins ist die Förderung der Ausbildung des seemännischen Nachwuchses. Der Verein hat rund 700 Mitglieder, davon sind etwa 100 aktiv. Das Schiff wird abhängig von der Jahreszeit auf verschiedene Arten genutzt. Im Frühjahr und Herbst dient es dem Fachbereich Seefahrt der Jade Hochschule in Elsfleth zu Ausbildungsfahrten mit den Nautikstudenten. Von Ostern bis Oktober werden an den Wochenenden sowie in den Sommerferien Reisen für jedermann durchgeführt. Der Verein finanziert die Trägerschaft und Ausbildungsfahrten aus Mitgliederbeiträgen, Einnahmen aus den Gästefahrten sowie Spenden.

## Sonstiges
2005 ehrte die Deutsche Post AG das Schiff mit einer Briefmarke Für die Jugend.

## Galerie

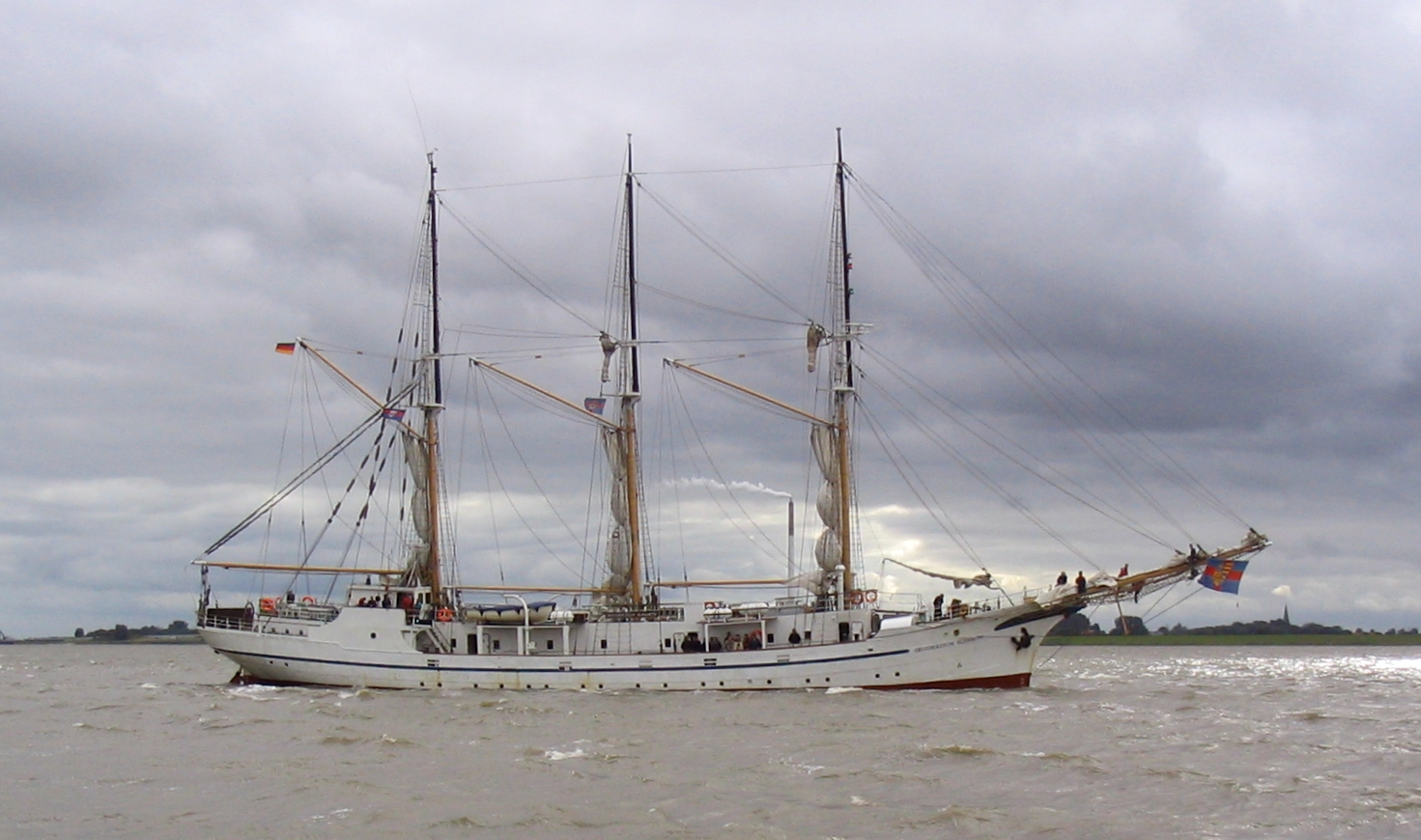
Bremerhaven (2005)
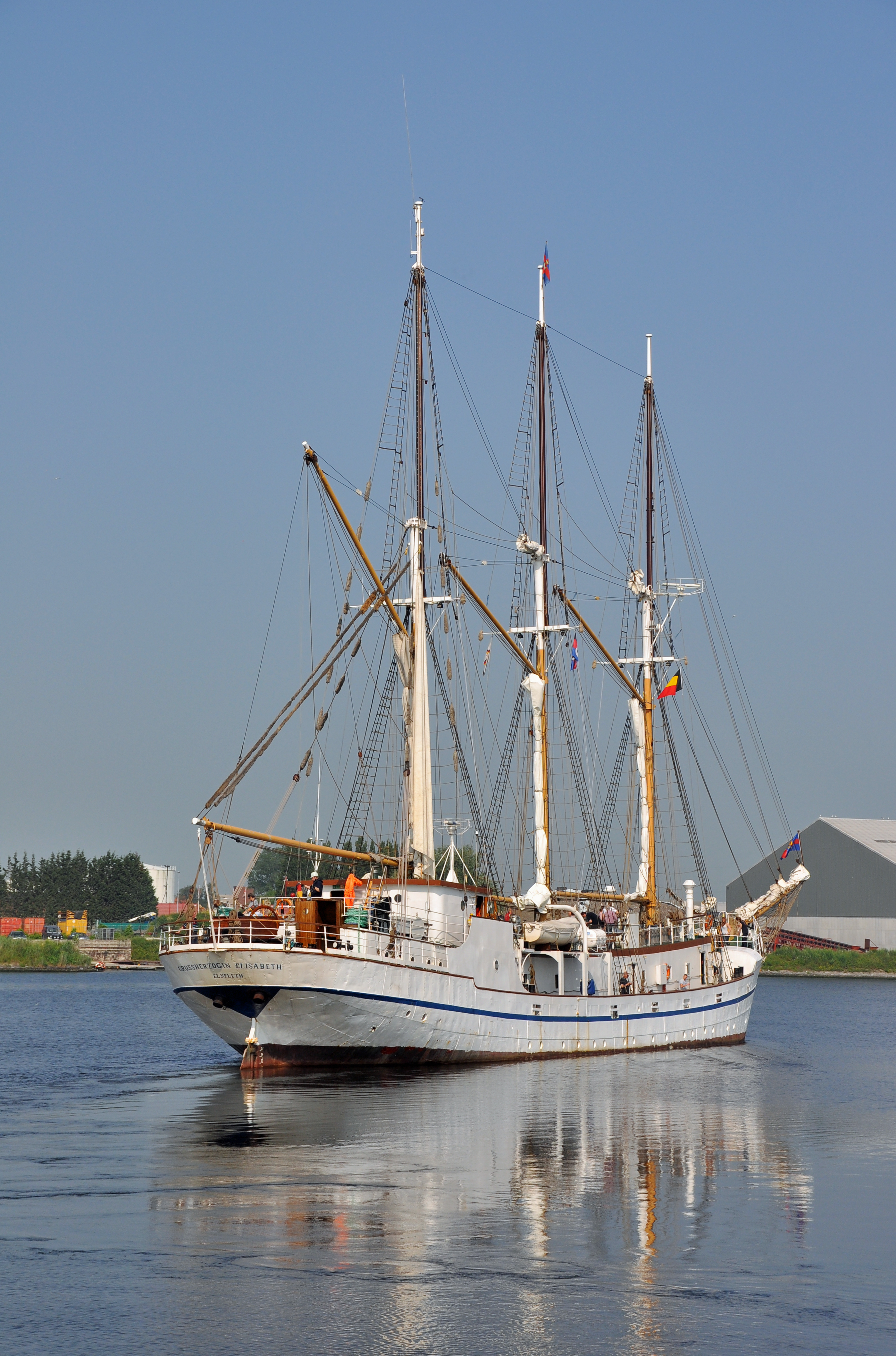
Brügge (2013)
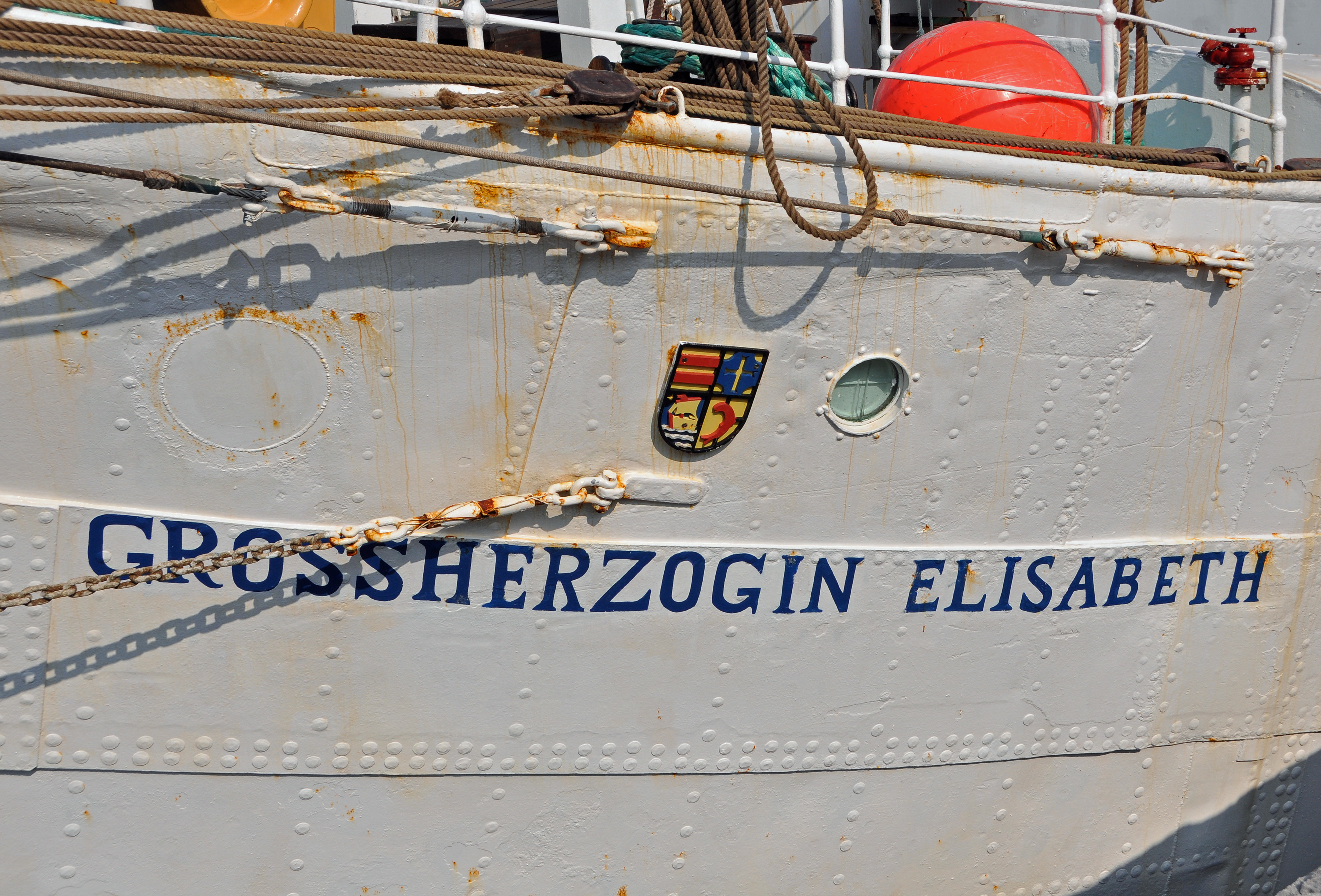
Schiffsname
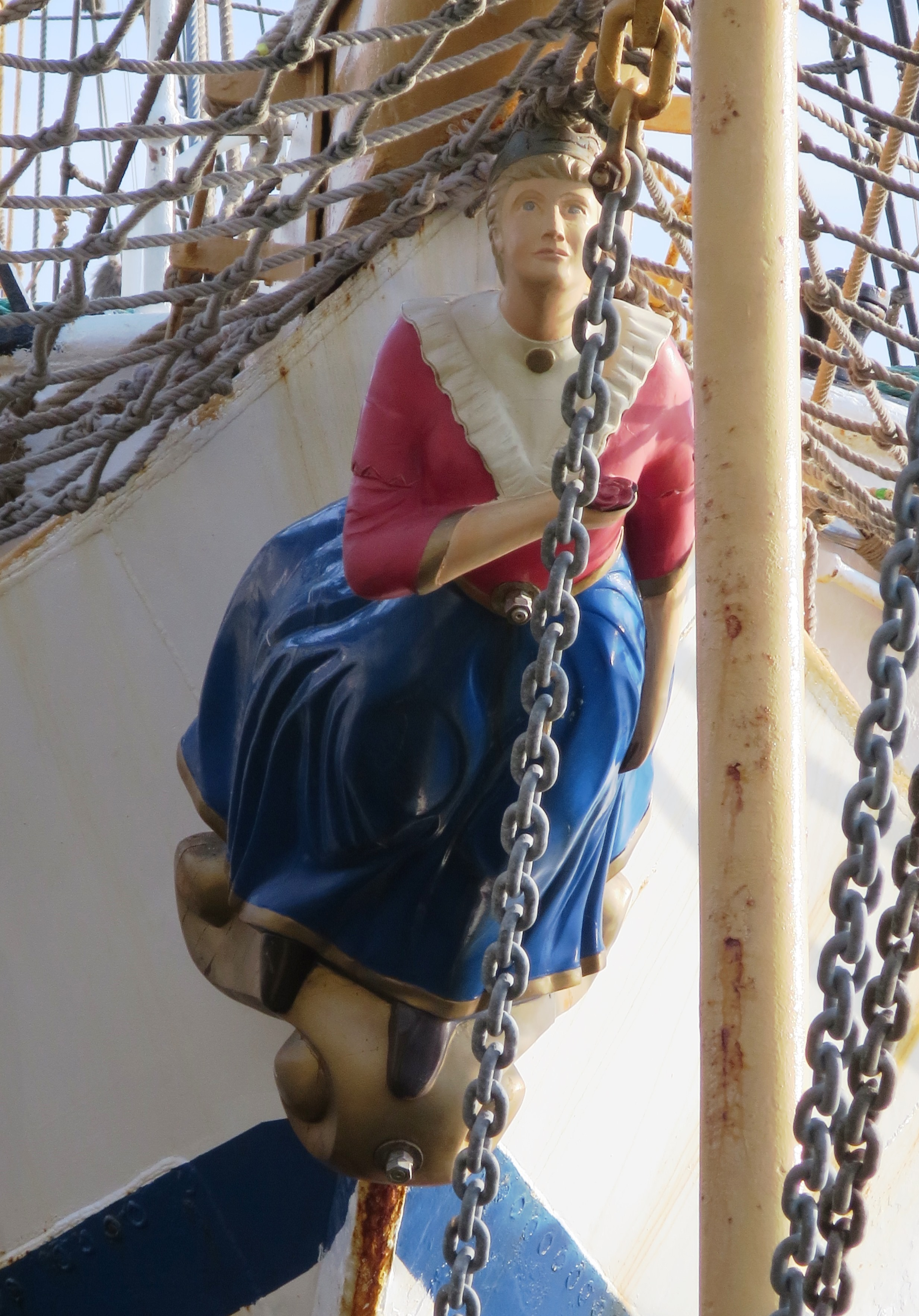
Galionsfigur